# 施皮茨科費爾山 (蓋爾塔爾阿爾卑斯山脈)
46°41′54″N 13°5′39″E / 46.69833°N 13.09417°E
施皮茨科費爾山（德語：Spitzkofel），是奧地利的山峰，位於該國南部，由克恩頓州負責管轄，屬於蓋爾塔爾阿爾卑斯山脈的一部分，海拔高度2,223米。